# 玫红黄质
玫红黄质（英語：Rhodoxanthin），别名紫杉紫素和杜鹃花黄质，是紫色的叶黄素类色素。发现于欧洲红豆杉（学名：Taxus baccata）和淡黄新疆忍冬（学名：Lonicera morrowii）等小部分植物，同时也在一些鸟类羽毛中发现。作为食品添加剂，其E编号为E161f，属食用色素。美国和欧盟 并未批准其添加到食品中，但澳大利亚和新西兰则允许添加。